# Skidträsket (Vännäs socken, Västerbotten)
Skidträsket är en sjö i Vännäs kommun i Västerbotten och ingår i Umeälvens huvudavrinningsområde. Sjön är 10,4 meter djup, har en yta på 0,249 kvadratkilometer och befinner sig 191,2 meter över havet. Sjön avvattnas av vattendraget Pengån (Storbäcken).

## Delavrinningsområde
Skidträsket ingår i det delavrinningsområde (709774-168253) som SMHI kallar för Ovan Bastumyrbäcken. Medelhöjden är 201 meter över havet och ytan är 23,5 kvadratkilometer. Det finns inga avrinningsområden uppströms utan avrinningsområdet är högsta punkten. Pengån (Storbäcken) som avvattnar avrinningsområdet har biflödesordning 2, vilket innebär att vattnet flödar genom totalt 2 vattendrag innan det når havet efter 69 kilometer. Avrinningsområdet består mestadels av skog (76 procent) och sankmarker (11 procent). Avrinningsområdet har 1,07 kvadratkilometer vattenytor vilket ger det en sjöprocent på 4,5 procent.